# Ernst Witt
Ernst Witt   (Als, 26 de juny de 1911 - Hamburg, 3 de juliol de 1991) va ser un matemàtic alemany.

## Vida i Obra
Witt va néixer a l'illa d'Alsen, que en aquell moment era de sobirania alemanya (actualment és Als a Dinamarca), fill d'un missioner evangelista que se'l va endur a la seva missió a Changsha (Xina) quan només tenia dos anys. El 1920, quan va ser retornat a Alemanya per viure amb el seu oncle a Mülheim, sabia parlar xinès com un nadiu. Va ser escolaritzat a Mülheim i a Friburg fins al 1929 quan va ingressar a la universitat de Friburg de Brisgòvia per estudiar matemàtiques, disciplina en la qual havia destacat durant els seus estudis secundaris. El 1930 va continuar els estudis a la universitat de Göttingen en la qual va obtenir el doctorat el 1934 amb una tesi dirigida per Emmy Noether tot i que nominalment va haver de signar-la Gustav Herglotz perquè Noeteher havia estat expulsada de la universitat per la seva condició de jueva. Witt, que s'havia afiliat a les SA i al partit nazi el 1933, acudia el 1934 a la casa particular d'Emmy Noether per participar en seminaris matemàtics, vestit amb l'uniforme marró de les SA.
El 1934 va ser nomenat assistent de Helmut Hasse, que s'havia fet càrrec de la direcció del departament de matemàtiques a Göttingen. El 1938 va ser nomenat professor a la universitat d'Hamburg per substituir Emil Artin. Allà va conèixer Erna Bannow, a qui va dirigir la tesi doctoral i amb la qual es va casar el 1940. El 1941 va ser reclutat per l'exèrcit alemany i, després d'un període d'instrucció a Lübeck, va ser enviat al front oriental on aviat va emmalaltir i va retornar a Berlín on va fer tasques de desencriptat fins al final de la guerra. En acabar la guerra el 1945 i després d'un breu temps de presoner de guerra, va ser autoritzat a retornar a la ciutat d'Hamburg, però va ser desposseït dels seus càrrecs universitaris, que no va recuperar fins al 1947, després d'una llarga investigació de les seves activitats durant el període nazi. Va romandre a la universitat d'Hamburg fins que el 1979 va passar a ser professor emèrit. Va patir d'unes rares al·lèrgies des de 1969 i el 1975 també va patir un ictus, que van fer que reduís les seves activitats docents i conferències a l'estranger.
Witt va ser un bon professor que, aparentment i malgrat la seva afiliació al partit nazi, sembla que va ser apolític. Va publicar una cinquantena de treballs científics sobre àlgebra, essent els seus camps de treball més destacats el de les formes quadràtiques, els vectors, la teoria d'anells i teoria de grups.